# Paul Maurice Legrain
Pour les articles homonymes, voir Legrain.
Paul Maurice Legrain, né le 20 mars 1860 à Paris où il est mort le 13 mai 1939, est un médecin français, dirigeant actif et influent de la lutte anti-alcoolique.

## Éléments biographiques
Élève du psychiatre Valentin Magnan (1835-1916), il est plus connu sous le nom de docteur Legrain ou de Maurice Legrain. Dans sa thèse Le délire chez les dégénérés (1886), il décrit pour la première fois les « bouffées délirantes » (trouble psychotique bref), auxquelles il donna ce nom. 
Il est médecin en chef d'asile d'aliénés de la Seine, d'abord celui de Villejuif, puis celui de Ville-Evrard. Il est le premier à se spécialiser dans le traitement des alcooliques. En 1889, il attribue leur état à une combinaison de deux facteurs : l'alcoolisme et l'hérédité. Convaincu que l'alcoolisme est un péril social urgent à éliminer, il veut susciter un vaste mouvement d'opinion sur ce sujet, plutôt que d'appeler à des recherches médicales.
Il devient l'un des dirigeants de la lutte anti-alcoolique, fondateur de l'Union française anti-alcoolique en 1897. Grâce à ses talents d'organisateur et de propagandiste, il obtient une large audience, bien supérieure à celle de la Société française de tempérance (500 membres en 1878, en majorité des médecins). Vers 1905, la nouvelle organisation compte 40 000 membres répartis en 150 sections. Elle coordonne ses activités avec la Société française de tempérance devenue Ligue nationale contre l'alcoolisme en 1903. En 1914, les mouvements anti-alcooliques français revendiquent plus de 125 000 membres. 
En 1912, il est membre de la délégation française lors du premier congrès international d'eugénique, tenu à Londres. Il devient par ailleurs président de la Société française de graphologie durant l'entre-deux-guerres.

## Distinctions
- Médaille d'honneur des épidémies
- Officier d'académie
- Officier de la Légion d'honneur (décret du 24 août 1921)

## Publications
- Le délire chez les dégénérés, Paris, Asselin Ed., 1886, 286 p.
- Hérédité et alcoolisme : étude psychologique et clinique sur les dégénérés buveurs et les familles d'ivrognes...(préface de M. le Dr Valentin Magnan), Paris, O. Doin, 1889.
- Dégénérescence sociale et alcoolisme, Paris, Masson, 1895.
- Un fléau social : l'alcoolisme, Paris, 1896.
- Les folies à éclipse : essai sur le rôle du subconscient dans la folie, Paris, Bloud, 1910 ; rééd. L'Harmattan, 2004
- Les causes psychologiques de l'alcoolisme (Introduction de Pierre Janet). Clamart, Éditions “Je sers”, 1920.

## Témoignages et citations
Message de Théodore Monod à l'occasion du centenaire de la naissance du Docteur Legrain, célébré à la Sorbonne le 12 juin 1960 :
« Absent de Paris, je ne pourrai ce soir m'associer, corporellement du moins, à ceux qui viendront célébrer ici la mémoire du grand honnête homme, du courageux lutteur que fut le docteur Legrain.
Je tiens toutefois à témoigner ici du respect et de la reconnaissance que l'antialcoolisme français tout entier doit à ce pionnier, que tous les abstinents de notre pays tiennent pour l'un des principaux fondateurs de la doctrine qu'ils s'efforcent de vivre et de propager, parce qu'ils la croient salutaire et efficace.
Évoquer le docteur Legrain, c'est, d'abord, pour moi, retrouver des souvenirs familiaux. Le pasteur Wilfred Monod, mon père, champion infatigable des causes justes et impopulaires, a vécu l'époque héroïque des débuts de l'antialcoolisme militant en France : jeune pasteur en Normandie, il avait découvert, avec épouvante, l'alcoolisme français et devenait, du coup, l'abstinent convaincu qu'il devait demeurer toute sa vie. [...] La collaboration des deux hommes sera durable [...] ». 
Selon, Sournia, la vertu de Legrain était impitoyable, et ne laissait aux malheureux aucun espoir. Il en donne la citation suivante : « L'alcoolique a des tares dans son ascendance, tares qu'il lègue grossies à sa descendance. Les dégénérés créent des buveurs et les buveurs des dégénérés : cercle vicieux que l'alcoolisme entretient. ».

## Plaquette
Une plaquette en bronze fut réalisée en son hommage par Paul Grandhomme. Elle représente le profil gauche du docteur, au revers une lampe à l'huile avec les dates 1860-1939 et deux inscriptions latines : en haut Miseris svccurrere didicerat et en bas et nos docvit.